# ناحیه بیر کریک، شهرستان هنکاک، ایلینوی
ناحیه بیر کریک (به انگلیسی: Bear Creek Township) یک منطقهٔ مسکونی در ایالات متحده آمریکا است که در شهرستان هنکاک، ایلینوی واقع شده‌است. ناحیه بیر کریک ۱۹۵ متر بالاتر از سطح دریا واقع شده‌است.